# Шато О-Брион

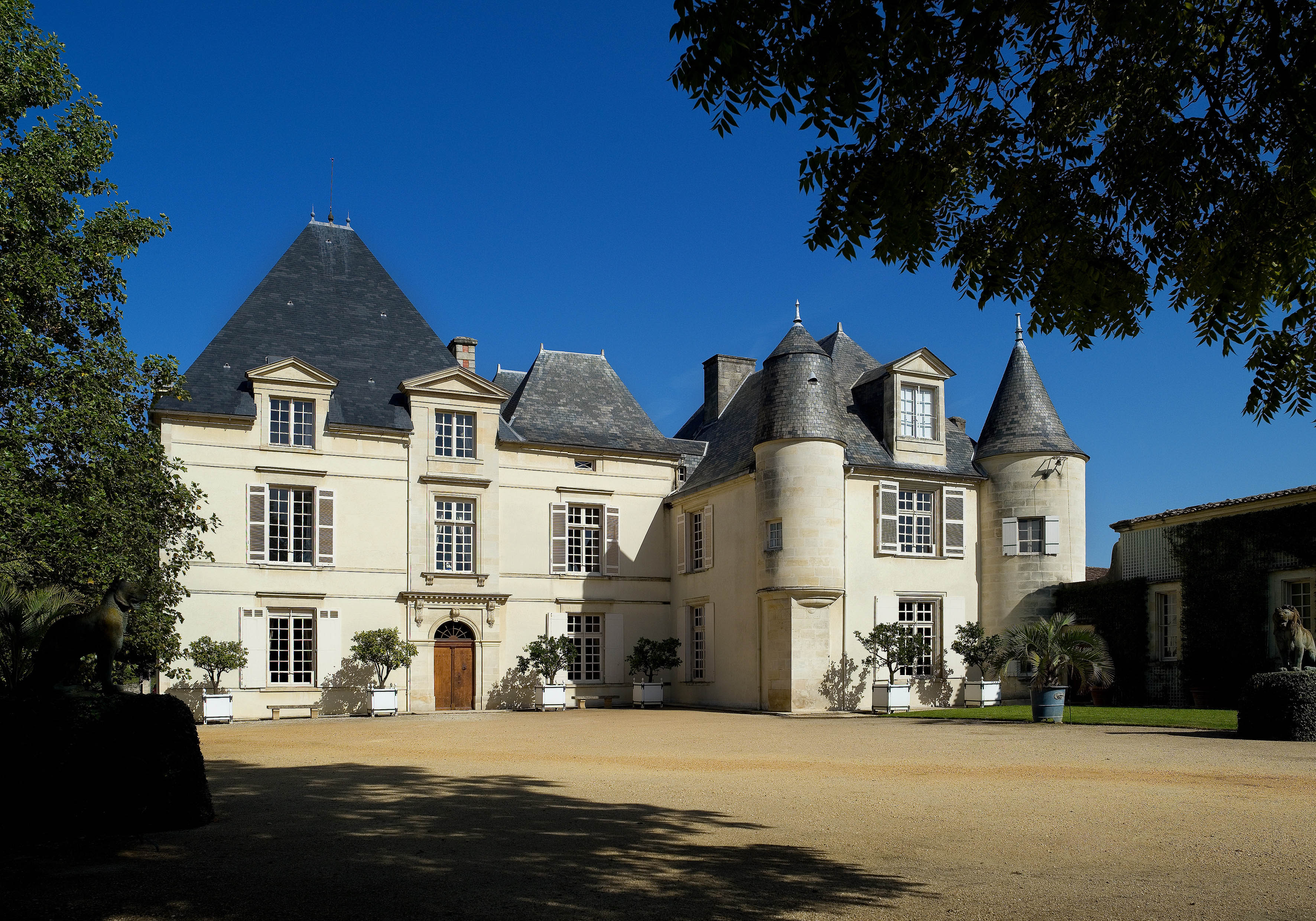
Главный дом усадьбы

Шато О-Брион (фр. Château Haut-Brion) — французское винодельческое хозяйство, расположенное в коммуне Пессак (AOC Пессак-Леоньян) винодельческого района Грав региона Бордо.
Единственная винодельня Грава, отнесённая согласно классификации вин Бордо 1855 года к высшей категории производителей красных вин. Остальные четыре хозяйства первой категории представляют субрегион Медок: это Шато Марго (AOC Марго), Шато Латур, Шато Лафит-Ротшильд и, с 1973 года, Шато Мутон-Ротшильд (все три — AOC Пойяк).
В 1935 году хозяйство приобрёл Кларенс Диллон, с этого времени поместье управляется винодельческим холдингом Domaine Clarence Dillon. Ныне во главе холдинга стоит его правнук, принц Роберт Люксембургский (из рода Бурбонов).

## История
При старом порядке, с 1525 года, шато принадлежало семейству Понтак. Арно III де Понтак, владевший имением с 1649 года, заложил основы современного бордоского виноделия, включая выдержку вина в барриках.
После реставрации Стюартов в 1660 году Понтак занялся экспортом своего вина в Англию. Восторженный отзыв о «французском вине Ho Bryen» оставил в своём дневнике за 1663 год английский адмирал Сэмюэл Пипс (запись от 10 апреля). После лондонского пожара 1666 года заведение Понтака (L’Enseigne de Pontac) стало одним из самых престижных ресторанов Лондона. Посетивший Бордо в 1677 году английский мыслитель Джон Локк жаловался на дороговизну этого вина, вызванную неумеренным спросом на него со стороны своих соотечественников. К концу XVII века это было самое дорогое из бордоских вин.
Клареты от Понтака российский императорский двор импортировал ещё при Петре I и его дочери Елизавете. Впрочем, обычно нельзя определить, в какой усадьбе Понтаков была произведена та или иная партия. В 1787 году О-Брион посетил американский посол Томас Джефферсон, оставивший заметки о свойствах местного терруара и включивший хозяйство в число четырёх лучших в Бордо. Большим ценителем этого вина был также Гегель.

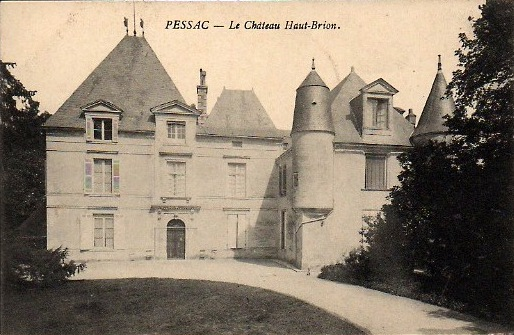
Главное здание усадьбы на старинной открытке

В продолжение XVIII века (когда Медок перестал быть болотом), у хозяйства из Грава появились конкуренты в высшем ценовом сегменте, особенно вина от Лафита. В период террора владелец шато был обезглавлен, а винодельческое хозяйство у его наследников выкупил в 1801 году министр иностранных дел Талейран.
С 1923 года винодельней владел Андре Жибер (André Gibert). После долгих переговоров винодельню за 2 млн 300 тысяч франков приобрёл 13 мая 1935 года американец Кларенс Диллон (1882—1979; основатель одноимённого инвестиционного банка, один из богатейших людей Америки, отец министра финансов К. Д. Диллона).
Для управления поместьем Диллон создал компанию «Винное общество Жиронды» (Société Vinicole de la Gironde), президентом которой назначил своего племянника Сеймура Веллера (Seymour Weller). Используя финансовые возможности дяди, Веллер привёл в порядок парк поместья, модернизировал главный дом, также реконструировал и электрифицировал погреба и обновил всё винодельческое оборудование. Постоянно живя в поместье, он следил за всеми этапами производства. Во время войны спас погреба от грабежей и разорения, завалив их множеством мусора. После войны он работал в офисе Диллона на Вандомской площади, оставался президентом компании и управляющим поместья в течение 40 лет, вплоть до 1975 года.
В конце XX века хозяйством руководили дочь К. Д. Диллона — герцогиня Джоан де Муши и её супруг Филипп де Ноай (представитель одного из знатнейших родов Франции).

## Виноградники
Под производство красного вина отведено 106,7 акров земли, белого — 6,7 акров. На 1 гектар приходится примерно 8 тыс. лоз винограда; средний возраст лозы — 36 лет (данные на 2003 год). Средний урожай составляет 35—45 гектолитров с 1 гектара для красного вина и 35 гектолитров для белого. Для производства красного вина используются сорта винограда каберне-совиньон (45 %), мерло (37 %) и каберне-фран (18 %), для производства белого — семильон (63 %) и совиньон (37 %).

## Вина
Хозяйство производит как красные, так и белые вина с собственных виноградников. Красные вина достигают оптимального качества к 10 годам и могут храниться до 40 лет. Хотя белое вино никак не классифицировано, оно также считается одним из лучших белых вин региона.
Красные вина:
- Château Haut-Brion, Premier Cru Grand Cru Classé; ежегодно производится 132 тыс. бутылок[8] (LWIN 1011247);
- Le Clarence de Haut Brion — второе вино хозяйства, до 2007 года именовалось Château Bahans Haut-Brion; ежегодно производится 88 тыс. бутылок (LWIN 1008153).

Белые вина:
- Château Haut-Brion — производится из ассамбляжа сортов винограда семильон и совиньон; ежегодно производится всего 500—800 ящиков этого вина[9], или около 7800 бутылок[8] (LWIN 1017092);
- La Clarté de Haut-Brion — второе белое вино, производится из винограда хозяйств Шато О-Брион и соседнего Шато Ля Миссион О-Брион; до 2009 года именовалось Les Plantiers du Haut-Brion, ежегодное производство — около 5 тыс. бутылок.

Также некоторое количество винограда используется для производства линейки красных, белых и розовых вин под маркой Clarendelle.